# أوينوسيس
أوينوسي (Οινούσσαι) هي مدينة في هيوس في اليونان.
يبلغ عدد سكانها حوالي 1286 نسمة.